# Comuna Grădina, Constanța
Grădina, este o comună în județul Constanța, Dobrogea, România, formată din satele Casian, Cheia și Grădina (reședința). Populația însumează un număr de 1.227 locuitori.

## Arii protejate
Pe teritoriul comunei se află Masivul Geologic Cheia, rezervație naturală.

## Demografie
Componența etnică a comunei Grădina
     Români (90,11%)
     Tătari (2,98%)
     Alte etnii (1,7%)
     Necunoscută (5,21%)
Componența confesională a comunei Grădina
     Ortodocși (86,06%)
     Musulmani (4,47%)
     Romano-catolici (2,13%)
     Alte religii (1,7%)
     Necunoscută (5,64%)
Conform recensământului efectuat în 2021, populația comunei Grădina se ridică la 940 de locuitori, în scădere față de recensământul anterior din 2011, când fuseseră înregistrați 1.050 de locuitori. Majoritatea locuitorilor sunt români (90,11%), cu o minoritate de tătari (2,98%), iar pentru 5,21% nu se cunoaște apartenența etnică. Din punct de vedere confesional, majoritatea locuitorilor sunt ortodocși (86,06%), cu minorități de musulmani (4,47%) și romano-catolici (2,13%), iar pentru 5,64% nu se cunoaște apartenența confesională.

## Politică și administrație
Comuna Grădina este administrată de un primar și un consiliu local compus din 9 consilieri. Primarul, Gabriela Iacobici[*], de la Partidul Social Democrat, este în funcție din 2008. Începând cu alegerile locale din 2024, consiliul local are următoarea componență pe partide politice:
|  | Partid                   | Consilieri | Componența Consiliului | Componența Consiliului | Componența Consiliului | Componența Consiliului | Componența Consiliului | Componența Consiliului | Componența Consiliului | Componența Consiliului | Componența Consiliului |
|  | ------------------------ | ---------- | ---------------------- | ---------------------- | ---------------------- | ---------------------- | ---------------------- | ---------------------- | ---------------------- | ---------------------- | ---------------------- |
|  | Partidul Social Democrat | 9          |                        |                        |                        |                        |                        |                        |                        |                        |                        |